# Anne-Claude Ambroise-Rendu
Anne-Claude Ambroise-Rendu, née en 1960, est une historienne française, professeure à l'université de Limoges, puis, depuis 2016, à l'université de Versailles-Saint-Quentin-en-Yvelines. Elle est spécialiste d'histoire de la justice et du crime, d'histoire des médias et d'histoire de l'environnement.

## Biographie
Titulaire d'un brevet de technicienne agricole (1979), Anne-Claude Ambroise-Rendu se réoriente ensuite vers l'histoire.
Agrégée d'histoire, sa maîtrise d'histoire à la Sorbonne porte sur les sociétés rurales (1985).
Anne-Claude Ambroise-Rendu est diplômée de l'Institut d'études politiques de Paris (DEA Histoire du XXe siècle, 1989).
En 1997, Anne-Claude Ambroise-Rendu soutient sa thèse en histoire, Les faits divers dans la presse française de la fin du XIXe siècle : étude de la mise en récit d’une réalité quotidienne (1870-1910) sous la direction d’Alain Corbin. Cette étude s'appuie sur 16 000 faits divers relatés dans Le Petit Journal, Le Figaro, La Dépêche de Toulouse et Le Courrier de la Montagne. Sa thèse est publiée en 2004 sous le titre Petits récits des désordres ordinaires : les faits divers dans la presse française des débuts de la Troisième République à la Grande guerre.
Elle est professeure à l'université de Limoges.
Dans son ouvrage Crimes et délits : histoire de la violence de la Belle Époque à nos jours publié en 2004, Anne-Claude Ambroise-Rendu concentre ses analyses sur la perception sociale de la violence.
En 2010, elle obtient son habilitation à diriger des recherches à l'Université de Versailles – Saint-Quentin-en-Yvelines avec un dossier consacré aux "Enfants violés. Une histoire des sensibilités XIXe-XXe siècle".
Histoire de la pédophilie : XIXe – XXIe siècles publié en 2014 s'appuie sur les arrêts de cours d’assises, des dossiers de procédure de cinq villes françaises, des sources journalistiques. Dans cet ouvrage, Anne-Claude Ambroise-Rendu dresse le constat qu'il faut deux siècles pour que l’agression sexuelle sur enfant soit reconnue pénalement,.
En 2016, elle est professeure à l'université de Versailles-Saint-Quentin-en-Yvelines.Elle est directrice du Centre d'histoire culturelle des sociétés contemporaines, à l'université Paris-Saclay.
Elle est également rédactrice en chef de la revue Le Temps des médias.

## Publications

### Ouvrages
- Peurs privées, angoisse publique : un siècle de violence en France, Larousse, 1999. Réédition Nouveau Monde, 2006.
- Petits récits des désordres ordinaires : les faits divers dans la presse française des débuts de la Troisième République à la Grande guerre, Seli Arslan, 2004.
- Crimes et délits : histoire de la violence de la Belle Époque à nos jours, Paris, Nouveau Monde, 2006, 382 p., [compte rendu en ligne].
- Des gestes en histoire (dir. avec Fabrice d'Almeida et Nicole Edelman), Seli Arslan, 2006.
- L'Indignation. Histoire d'une émotion (XIXe – XXe siècles)  (dir. avec Christian Delporte, avec Lise Dumasy et Loïc Artiaga), Nouveau Monde, 2008.
- Histoire de la pédophilie, XIXe-XXIe siècle, Paris, Fayard, 2014, 352 p. (ISBN 978-2-213-67232-8, BNF 43807616, présentation en ligne), p. 245-246, [présentation en ligne], [présentation en ligne][11],[12],[13].
- Une histoire des conflits environnementaux - Luttes locales, enjeu global (XIXe – XXIe siècles), Presses universitaires de Limoges, 2019, 276 p. (ISBN 978-2-84287-727-9), avec Anna Trespeuch-Berthelot et Alexis Vrignon

### Articles
- « Les journaux du printemps 1848 : une révolution médiatique en trompe-l'œil » et « Françoise Mélonio, " 1815-1880 " dans Jean-Pierre Rioux et Jean-François Sirinelli [dir.], Histoire culturelle de la France, volume 3 : Lumières et liberté. Les XVIIIe et XIXe siècles, Paris, Le Seuil, 1998, p. 189-350. » dans Revue d'histoire du XIXe siècle no 19 : Aspects de la production culturelle au XIXe siècle, 1999.
- « Un siècle de pédophilie dans la presse (1880-2000) : accusation, plaidoirie, condamnation », Le Temps des médias no 1, automne 2003.
- « Le pédophile, le juge et le journaliste », L'Histoire, no 296, mars 2005, p. 62-67.